# Britannia (Fernsehserie)
Britannia ist eine britische historische Fantasy-Dramaserie von Jez Butterworth. Es handelt sich um die erste Co-Produktion zwischen Sky Original Production und Amazons Prime Video. Im Fokus der aus 3 Staffeln (Stand 2021) bestehenden Serie, steht der Kampf zwischen Römern und Kelten. Im Jahr 43 n. Chr. müssen die zerstrittenen Kelten zusammenarbeiten, um Britannien vor der Eroberung der Römer zu bewahren.
Im März 2023 wurde die Serie nach drei Staffeln eingestellt.

## Handlung
Im Jahr 43 n. Chr. hat der römische Feldherr Aulus Plautius ein neues Eroberungsziel im Visier: Britannien. Er will schaffen, was Julius Cäsar nie gelungen ist: Britannien als Provinz von Kaiser Claudius’ Reich zu unterwerfen. Aulus fällt mit mehreren Legionen, einer Streitmacht von 20.000 Soldaten, im Land ein, doch die zerstrittenen Kelten holen bereits zum Gegenschlag aus. Die keltische Prinzessin Kerra vom Stamm der Cantii und Königin Antedia vom Stamm der Regni sind Erzrivalinnen. Die Rolle der Druiden blieb oft im Unklaren, ihre Aktionen und Manipulationen scheinen uralten Prophezeiungen zu folgen. Um sich für die Schlacht zu wappnen, beschwören sie mächtige Kräfte aus der Unterwelt.

## Besetzung und Synchronisation
Die deutschsprachige Synchronisation entstand durch Scalamedia nach einem Dialogbuch von Jürgen Wilhelm. Dialogregie führe Cay-Michael Wolf.
| Rolle           | Schauspieler            | Deutsche Synchronstimme |
| --------------- | ----------------------- | ----------------------- |
| Aulus Plautius  | David Morrissey         | Matthias Klie           |
| Kerra           | Kelly Reilly            | Alexandra Wilcke        |
| Divis           | Nikolaj Lie Kaas        | Alexander Brem          |
| Ania            | Liana Cornell           | Jessica Walther-Gabory  |
| Vitus           | Gershwyn Eustache Jnr.  | Peter Sura              |
| Veran           | Mackenzie Crook         | Stefan Krause           |
| Sawyer          | Barry Ward              | Peter Flechtner         |
| Lindon          | Stanley Weber           | Tommy Morgenstern       |
| Gildas          | Joe Armstrong           | Johann Fohl             |
| Vespasian       | Fortunato Cerlino       |                         |
| Islene          | Callie Cooke            |                         |
| Antonius        | Aaron Pierre            |                         |
| Cait            | Eleanor Worthington Cox | Jennifer Weiß           |
| Königin Antedia | Zoë Wanamaker           | Beate Gerlach           |
| König Pellenor  | Ian McDiarmid           | Rainer Gerlach          |
| Phelan          | Julian Rhind-Tutt       | Viktor Neumann          |
| Lucius          | Hugo Speer              | Thomas Nero Wolff       |
| Brutus          | Daniel Caltagirone      |                         |
| Philo           | Zaqi Ismail             | Dennis Sandmann         |
| Amena           | Annabel Scholey         | Ranja Bonalana          |

## Episodenliste

### Staffel 1
| Nr. (ges.) | Nr. (St.) | Deutscher Titel        | Originaltitel         | Erstausstrahlung USA | Deutschsprachige Erstausstrahlung (D) | Deutschsprachige Erstausstrahlung (D) Free TV | Regie             | Drehbuch                        |
| ---------- | --------- | ---------------------- | --------------------- | -------------------- | ------------------------------------- | --------------------------------------------- | ----------------- | ------------------------------- |
| 1          | 1         | Die Landung            | Woe to the Vanquished | 18. Januar 2018      | 23. Februar 2018                      | 23. Februar 2018                              | Metin Hüseyin     | Jez Butterworth Tom Butterworth |
| 2          | 2         | Reise in die Unterwelt | Secret Alliances      | 25. Januar 2018      | 23. Februar 2018                      | 2. März 2018                                  | Sue Tully         | Tom Butterworth                 |
| 3          | 3         | Verrat                 | Honor and Betrayals   | 1. Februar 2018      | 23. Februar 2018                      | 2. März 2018                                  | Sue Tully         | Jez Butterworth Richard McBrien |
| 4          | 4         | Das Urteil der Götter  | Judgment of the Gods  | 8. Februar 2018      | 23. Februar 2018                      | 9. März 2018                                  | Luke Watson       | Tom Butterworth                 |
| 5          | 5         | Hoffnung               | Tractations           | 15. Februar 2018     | 23. Februar 2018                      | 9. März 2018                                  | Luke Watson       | Jez Butterworth                 |
| 6          | 6         | Die neue Königin       | The Chosen One        | 22. Februar 2018     | 23. Februar 2018                      | 16. März 2018                                 | Sheree Folkson    | Tom Butterworth                 |
| 7          | 7         | Die Auserwählte        | Alone in the World    | 1. März 2018         | 23. Februar 2018                      | 16. März 2018                                 | Sheree Folkson    | Jez Butterworth                 |
| 8          | 8         | Höllenhunde            | Initiation            | 8. März 2018         | 23. Februar 2018                      | 23. März 2018                                 | Christoph Schrewe | Jez Butterworth                 |
| 9          | 9         | Ein neues Licht        | Pax Romana            | 15. März 2018        | 23. Februar 2018                      | 23. März 2018                                 | Christoph Schrewe | Tom Butterworth                 |

### Staffel 2
| Nr. (ges.) | Nr. (St.) | Deutscher Titel        | Originaltitel           | Erstausstrahlung USA | Deutschsprachige Erstausstrahlung (D) | Deutschsprachige Erstausstrahlung (D) Free TV | Regie              | Drehbuch               |
| ---------- | --------- | ---------------------- | ----------------------- | -------------------- | ------------------------------------- | --------------------------------------------- | ------------------ | ---------------------- |
| 10         | 1         | Die Antwort der Götter | Imperial Visit          | 7. November 2019     | 7. November 2019                      | 7. November 2019                              | Luke Watson        | Tom Butterworth        |
| 11         | 2         | Der Tote Mann          | May the Gods Speak      | 7. November 2019     | 7. November 2019                      | 14. November 2019                             | Luke Watson        | Jez Butterworth        |
| 12         | 3         | Die Rache der Kelten   | Genesis                 | 7. November 2019     | 7. November 2019                      | 21. November 2019                             | Luke Watson        | Tom Butterworth        |
| 13         | 4         | Die Söhne des Fischers | Dark Game               | 7. November 2019     | 7. November 2019                      | 28. November 2019                             | Rob Savage         | Jez Butterworth        |
| 14         | 5         | Die Hüterin            | My Sister, the Queen    | 7. November 2019     | 7. November 2019                      | 5. Dezember 2019                              | Rob Savage         | Tom Butterworth        |
| 15         | 6         | Die Arme des Adlers    | The Eagle’s Arms        | 7. November 2019     | 7. November 2019                      | 12. Dezember 2019                             | Rob Savage         | John Henry Butterworth |
| 16         | 7         | Der See der Tränen     | Alliance of Dark Forces | 7. November 2019     | 7. November 2019                      | 19. Dezember 2019                             | Lisa James Larsson | John Henry Butterworth |
| 17         | 8         | Der Goldene Bogen      | A Painful Truth         | 7. November 2019     | 7. November 2019                      | 26. Dezember 2019                             | Lisa James Larsson | Tom Butterworth        |
| 18         | 9         | Der Wächter            | The Crossroads          | 7. November 2019     | 7. November 2019                      | 2. Januar 2020                                | Issa López         | Jez Butterworth        |
| 19         | 10        | Duell der Druiden      | The Challenge           | 7. November 2019     | 7. November 2019                      | 9. Januar 2020                                | Issa López         | Tom Butterworth        |

### Staffel 3
| Nr. (ges.) | Nr. (St.) | Deutscher Titel             | Originaltitel | Erstausstrahlung USA | Deutschsprachige Erstausstrahlung (D) | Deutschsprachige Erstausstrahlung (D) Free TV | Regie           | Drehbuch                          |
| ---------- | --------- | --------------------------- | ------------- | -------------------- | ------------------------------------- | --------------------------------------------- | --------------- | --------------------------------- |
| 20         | 1         | Das Komplott                | Episode One   | 24. August 2021      | 26. August 2021 Sky Atlantic          |                                               | Ben Gregor      | Jez Butterworth                   |
| 21         | 2         | Der Mondbaum                | Episode Two   | 31. August 2021      | 26. August 2021 Sky Atlantic          |                                               | Ben Gregor      | Tom Butterworth & Jez Butterworth |
| 22         | 3         | Die Kriegskasse             | Episode Three | 7. September 2021    | 5. September 2021 Sky Atlantic        |                                               | Ben Gregor      | Tom Butterworth & Jez Butterworth |
| 23         | 4         | Die große Vision            | Episode Four  | 14. September 2021   | 5. September 2021 Sky Atlantic        |                                               | Joasia Goldyn   | Jez Butterworth                   |
| 24         | 5         | Der Bann des Schmetterlings | Episode Five  | 21. September 2021   | 9. September 2021 Sky Atlantic        |                                               | Joasia Goldyn   | Tom Butterworth                   |
| 25         | 6         | Die blauen Hügel            | Episode Six   | 28. September 2021   | 9. September 2021 Sky Atlantic        |                                               | Mackenzie Crook | Mackenzie Crook                   |
| 26         | 7         | Das Viadukt                 | Episode Seven | 5. Oktober 2021      | 16. September 2021 Sky Atlantic       |                                               | Joasia Goldyn   | Tom Butterworth                   |
| 27         | 8         | Die Saat der Zwietracht     | Episode Eight | 12. Oktober 2021     | 16. September 2021 Sky Atlantic       |                                               | Mackenzie Crook | Tom Butterworth & Jez Butterworth |

## Produktion
Die Dreharbeiten zu Britannia fanden überwiegend in Tschechien statt. Gedreht wurde in Prag und Wales. Am 15. Januar 2020 gab Sky bekannt, die Serie um eine dritte Staffel zu verlängern.

## Rezeption
Felix Böhme vom Branchenportal Serienjunkies.de findet, das „Historienepos Britannia“ bewege sich „irgendwo zwischen hartem, komplexem Geschichtsdrama und einem übersinnlichen Fiebertraum“. Weiter schreibt er, die Rechnung gehe aber „erstaunlicherweise auf, zumindest für den Großteil der überlangen Pilotepisode“. Hinzu komme „eine sehr eigene, auffällige Machart“.
In einem späteren Staffelreview auf Serienjunkies.de beurteilt Felix Böhme die gesamte Serie: „Die Historienserie Britannia ist eine Überraschung des Serienjahres 2018. Der Mut der Macher, mit Genrekonventionen zu brechen, die ungewöhnliche Umsetzung und die erfrischende Andersartigkeit zahlen sich aus: Die epische Erzählung ist ein bunter, kurzweiliger Trip ins Ungewisse.“